# Église Saint-Dalmas de Saint-Dalmas-le-Selvage
L'église paroissiale Saint-Dalmas est une église située en France sur la commune de Saint-Dalmas-le-Selvage, dans le département des Alpes-Maritimes en région Provence-Alpes-Côte d'Azur.
Cet édifice fait l'objet d'une inscription au titre des monuments historiques depuis le 29 février 1988.

## Situation
L'église se situe dans la partie basse du village de la commune de Saint-Dalmas-le-Selvage dans les Alpes-Maritimes.

## Historique
L'église Saint-Dalmas a fait partie d'un prieuré de l'abbaye bénédictine de San Dalmazzo da Pedona, située à Pedona, actuel Borgo San Dalmazzo. Après la disparition de l'abbaye, l'église est devenue une paroisse.
Le plus ancien document d'archive de Saint-Dalmas-le-Selvage est un cahier rédigé après 1696 faisant le récit des misères de la guerre de la Ligue d'Augsbourg (1688-1696) et indiquant que les troupes françaises ont arraché tous les carreaux du sol de l'église.
L'église, romane à l'origine, a été reconstruite à la fin du XVIIe siècle et au début du XVIIIe siècle. Elle est de style baroque montagnard. L'ancien clocher de l'église avait été abattu en 1716 sur ordre d'Erigio Emeric qui avait acheté le fief de Saint-Dalmas-le-Selvage avec le titre de comte en 1702. Il a été construit après l'achèvement de l'église, en 1718. Il montre la permanence des clochers de type roman alpin, avec une tour carrée coiffée par une haute pyramide.
L'église est précédée d'un porche-auvent. La façade a été décorée de peintures reconstituées en 1983 par Guy Ceppa. Elles divisent la partie inférieure en trois nefs. La partie supérieure est un fronton triangulaire avec une ouverture elliptique surmontée d'une représentation de saint Dalmas à cheval, en légionnaire romain évangélisateur de la région et martyr au IIIe siècle.

## Mobilier
L'église possède plusieurs tableaux et retables classés comme objets au titre des monuments historiques :
- Triptyque de saint Pancrace, saint Sébastien et un saint évêque, Vierge à l'Enfant, avec saint Jean et sainte Catherine [5], daté de 1515[6],
- Triptyque de Notre-Dame, entre saint Georges et saint Barthélemy, en-dessous de Dieu le Père, daté de 1521, donné par Saluste Dalmacy, protonotaire apostolique[7]. Il a été inséré au XVIIe siècle dans un retable baroque à colonnes torses. La représentation de la Vierge semble être une copie d'une icône byzantine.
- Tableau de la Descente de la Croix, œuvre de Pierre Puons datée de 1652[8],
- Retable de la chapelle des Âmes du Purgatoire[9] peint par Jacques Bottero[10]en 1696, représentant la Vierge et l'Enfant tenant le Rosaire, saint Grégoire en prière, intercédant auprès de la Sainte Famille pour sauver les âmes du Purgatoire.

Dans le chœur a été placé un autel-tabernacle en bois doré, daté de 1730, conçu comme une iconostase. 
L'église possède aussi une statue de procession représentant la Vierge à l'Enfant avec un dais de procession, offerts par Napoléon III, en 1862, ainsi qu'une croix de procession du XVe siècle.

## Classement
L'église paroissiale Saint-Dalmas fait l'objet d'une inscription au titre des monuments historiques depuis le 29 février 1988.

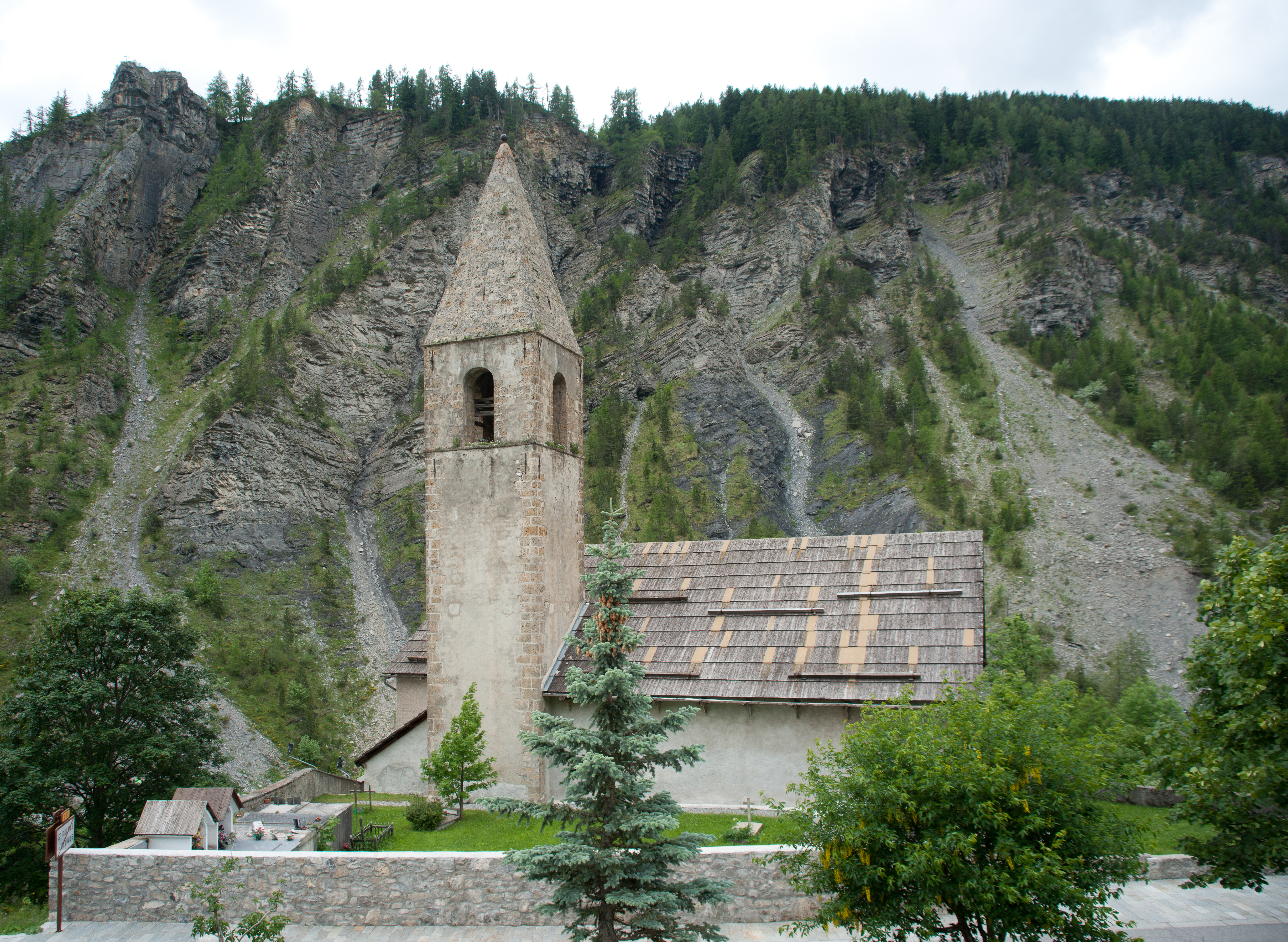
Vue de l'église depuis le village.
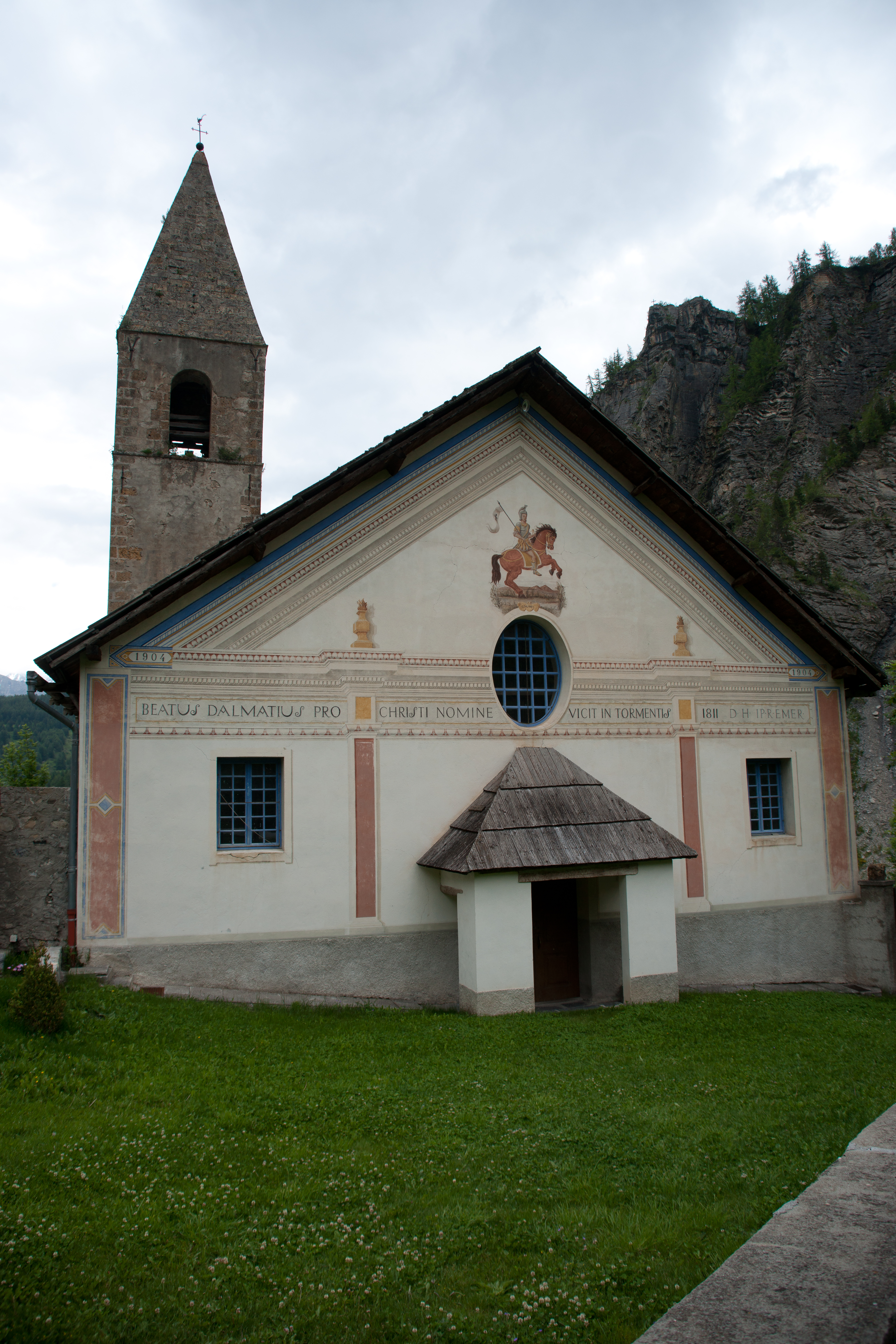
Entrée l'église.
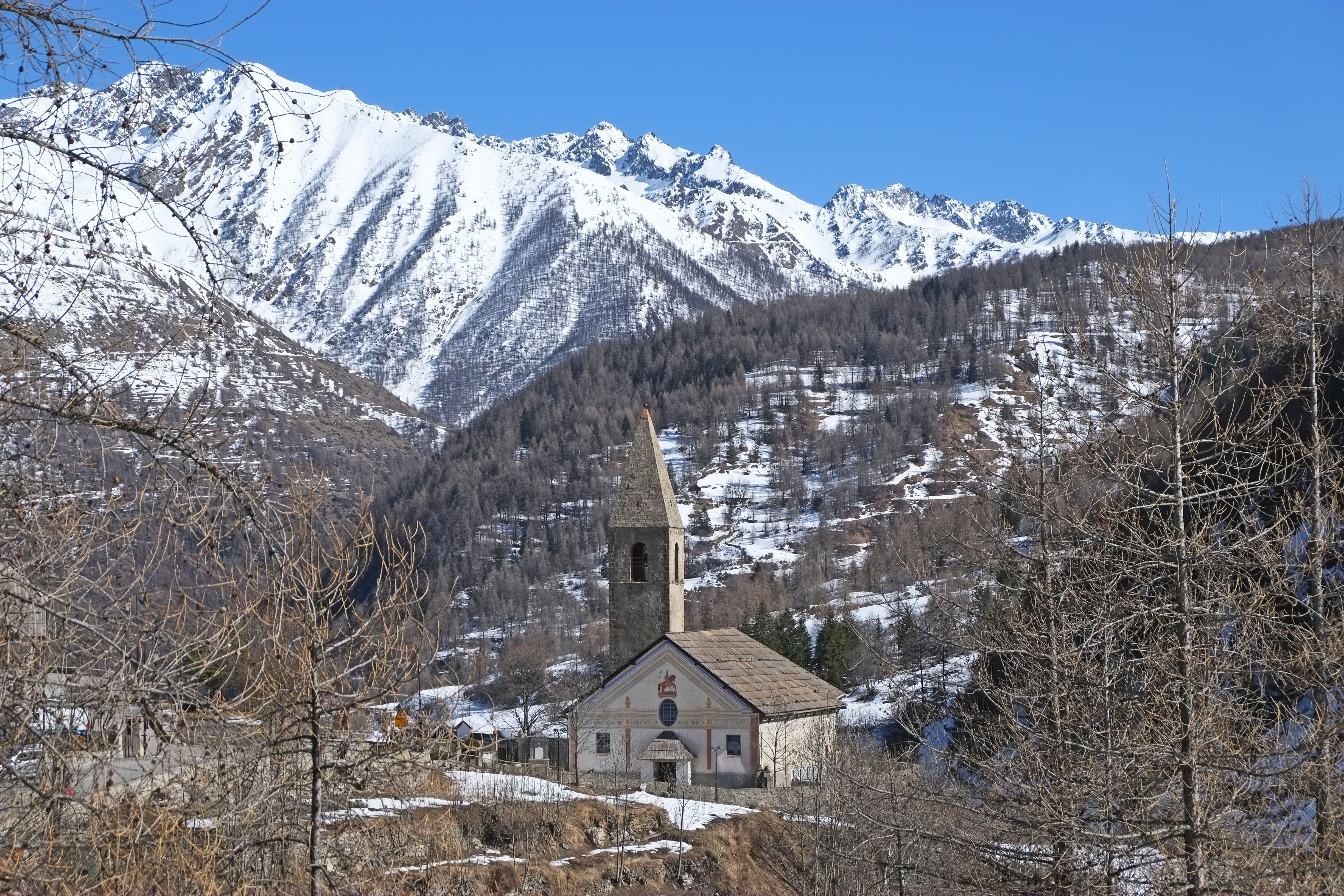
L’église Saint-Dalmas en hiver (depuis la piste de Sestrière).
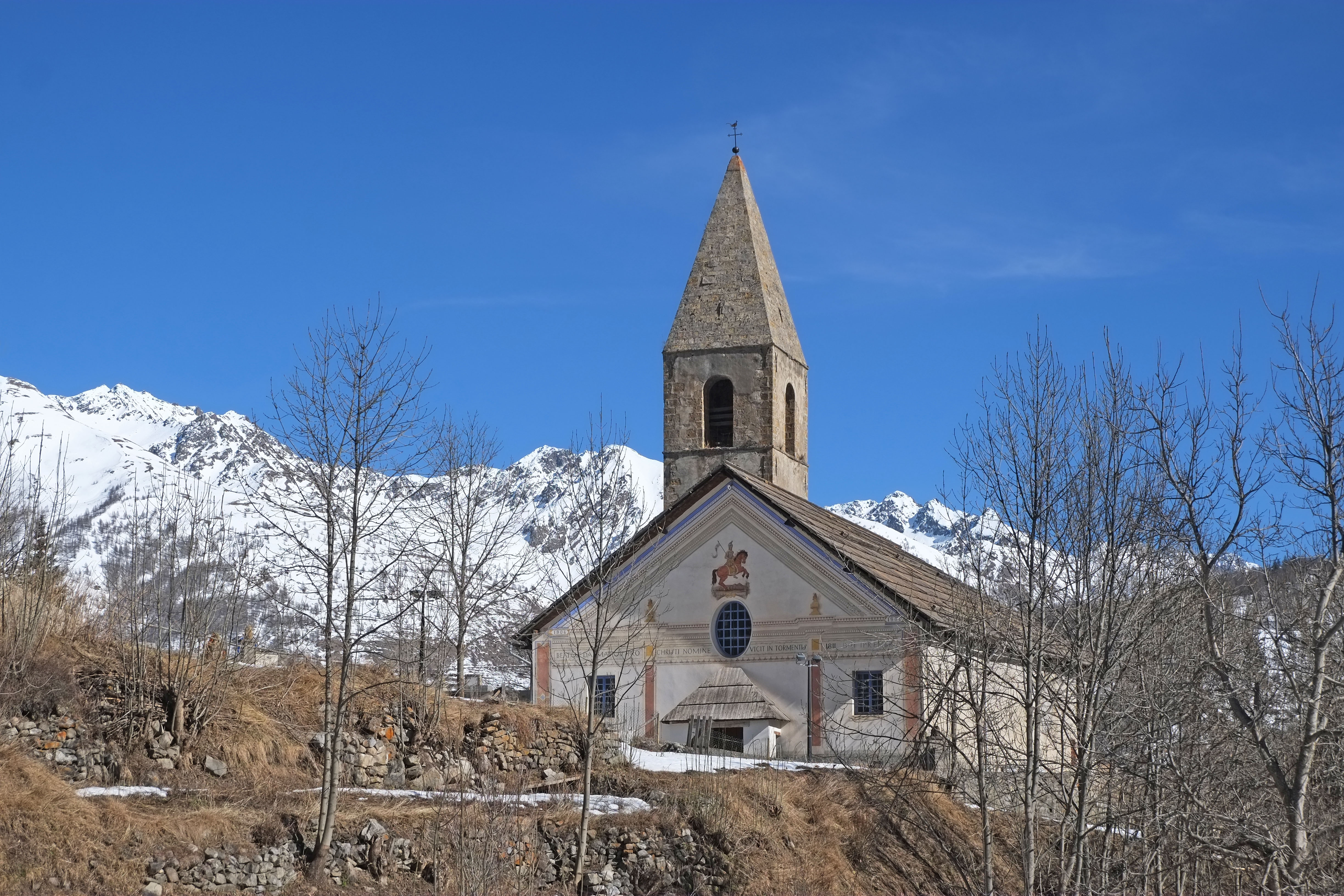
L’église Saint-Dalmas en hiver (depuis la piste du col d’Anelle).
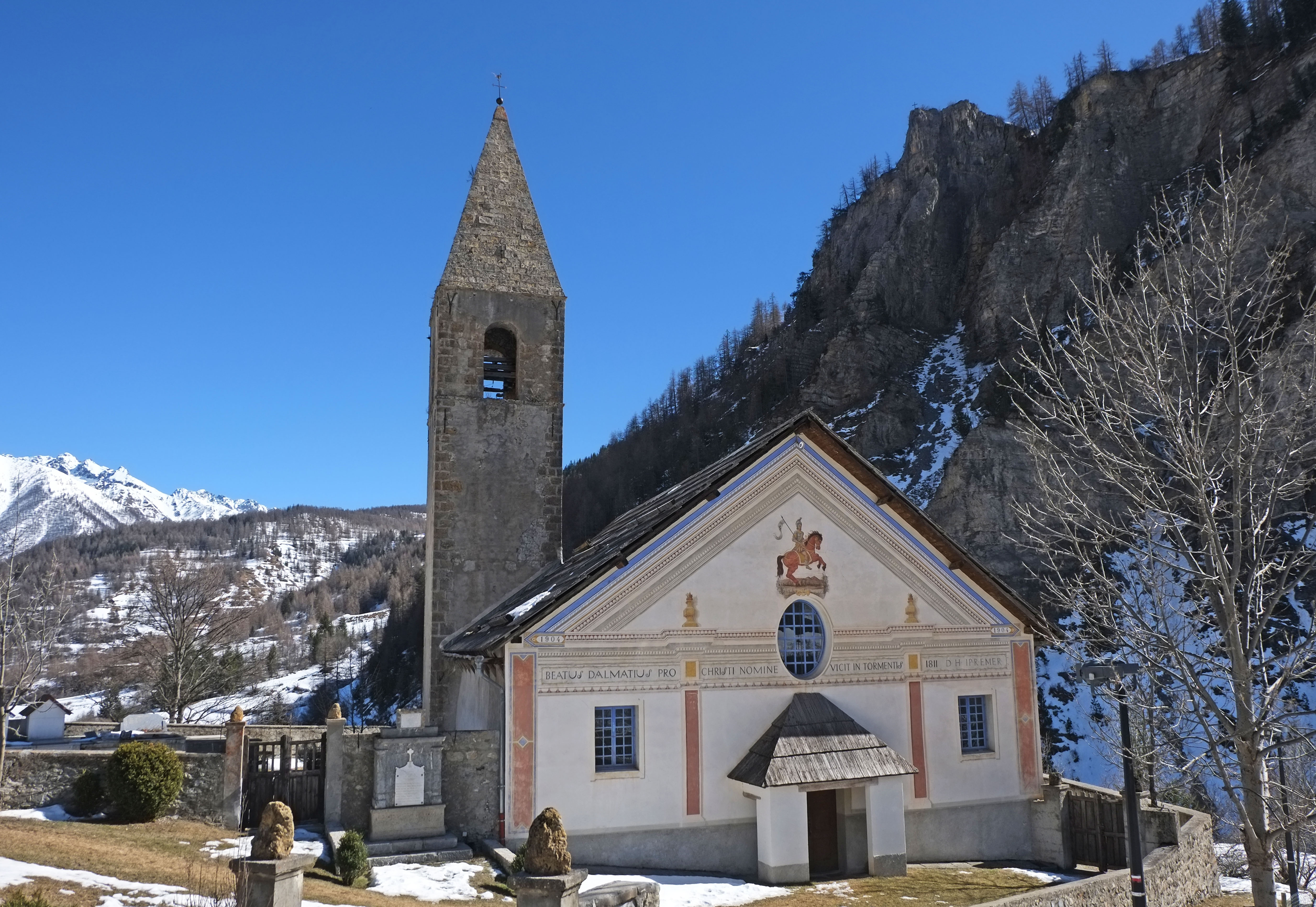
L’église Saint-Dalmas en hiver (depuis la route principale).